# Albin Eschrich
Albin Eschrich (ur. 29 maja 1874 w Geschwenda, zm. 23 listopada 1946 w Polanicy-Zdroju) – dyrygent, kompozytor, długoletni dyrektor muzyczny orkiestry zdrojowej w Polanicy-Zdroju (niem. Altheide Bad).
Eschrich uczęszczał do szkoły muzycznej w Ilmenau (księstwo saksońsko-weimarskie w Turyngii) ucząc się głównie gry na tubie, kontrabasie i wiolonczeli. Był potem muzykiem w Sondershausen, następnie orkiestry górniczej Wałbrzych-Szczawno-Zdrój (jego obie żony były córkami Hugo Pohla, dyrygenta tej orkiestry), później jeszcze grał w orkiestrze Teatru Miejskiego we Wrocławiu.
Wrócił do Turyngii grając w orkiestrze słynnego Hoftheater (Teatru Dworskiego) w Meiningen. Sponsorem, reżyserem i reformatorem tego teatru był książę Saksonii-Meiningen Jerzy II. Jego pierwszą żoną była Karolina (Charlotte) Hohenzollern, córka Marianny Orańskiej, z kolei od 1878 żoną następcy tronu Bernarda była księżniczka pruska Charlotta Hohenzollern, promotorka budowy i jedna z fundatorek kościoła ewangelickiego w Polanicy. Być może te związki leżały u podstawy jego przybycia do tego uzdrowiska.
Był to czas dynamicznego rozwoju kurortu po zakupie go przez spółkę przedsiębiorcy i właściciela największego wrocławskiego browaru Georga Haasego. Tu Eschrich na zlecenie nowego dyrektora uzdrowiska Georga Berlita w 1906 założył orkiestrę uzdrowiskową i osiedlił się w willi Clara. Zaangażował część dawnych kolegów z orkiestry wrocławskiej, po pierwszej wojnie światowej kompletując skład orkiestry na każdy sezon od nowa. W połowie lat dwudziestych angażowano do 34 członków zgranych zespołów, orkiestr teatrów miejskich w Zgorzelcu, Nysie i Bytomiu. Od października do kwietnia orkiestry grały w swoich teatrach, podczas gdy Eschrich udzielał się w orkiestrze Teatru Miejskiego we Wrocławiu i Śląskiej Orkiestrze Krajowej.

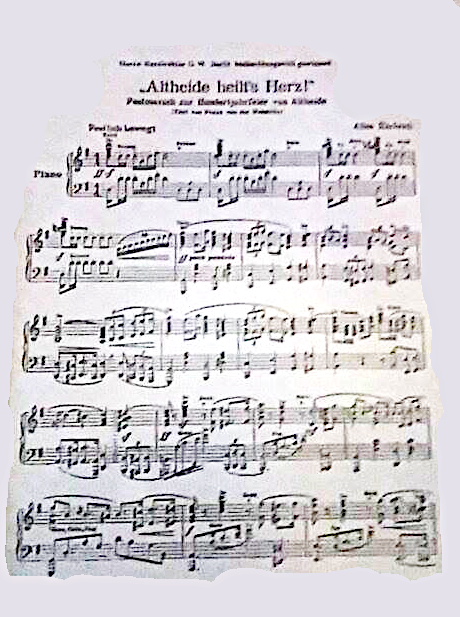
Nuty marsza Altheide heilts Herz, muz. A. Eschrich

Starannie dobrana muzyka uzdrowiskowa była dla gości rozkwitającego kurortu nie tylko czystą rozrywką, ale i wsparciem duchowym. Koncerty symfoniczne i koncerty solistów organizowane przez Albina Eschricha w Polanicy uważano za wzorowe na Śląsku. Znajdowały najwyższe uznanie śląskich krytyków muzyki. Pod batutą Albina Eschricha występowali znani soliści. Momentami szczytowymi jego pracy w Polanicy było uroczystość 100-lecia uzdrowiska w 1928 oraz 25-lecie jego dyrygentury w 1931 Na uroczystość stulecia skomponował on marsz jubileuszowy Polanica leczy serce (niem. Altheide heilts Herz). Autorem tekstu był przyjaciel Eschricha, nauczyciel Franz Wagner. Marsz został nagrany na płytę we wrocławskim radiu, a w oryginalnym wykonaniu brał udział chór uczniów polanickich szkół.
W 1931 z okazji jubileuszu 25-lecia dyrygentury dyrektora muzycznego, który stał się sławny daleko poza granicami Polanicy, uhonorowano specjalnym koncertem w Teatrze Zdrojowym obejmującym utwory Mozarta, Wagnera i Johanna Straussa. Zakończenie uroczystości stanowił koncert jubileuszowy Orkiestry Zdrojowej w składzie powiększonym do 42 muzyków oraz gościnny występ śląskich dyrygentów zdrojowych.
Jako poważany muzyk utrzymywał osobiste kontakty z wieloma artystami, solistami i kompozytorami, do których należeli również kompozytorzy Franz Lehár i Paul Lincke. Ten ostatni, „ojciec” operetki berlińskiej, był w latach 1938–1944 wiernym polanickim kuracjuszem i jako zapalony karciarz brał udział w partiach skata u dyrektora uzdrowiska Berlita i samego Eschricha. Willa Clara była miejscem chętnie odwiedzanym przez wszystkich artystów i swą towarzyską atmosferą inspirowała ich do owocnej pracy.
Po zakończeniu wojny Eschrich niedomagał już tak bardzo, że nie był zdolny do transportu, gdy zaczęło się wysiedlenie. Zmarł 23 listopada 1946 w swej willi Clara (przy ul. Piastowskiej 1), mogiła znajduje się na cmentarzu ewangelickim w Polanicy. Dwa miesiące później, 26 stycznia 1947 złożono mu hołd w kościele św. Pawła w berlińskiej dzielnicy Zehlendorf. Syn Werner, dyrygent w Berlinie Zachodnim, siostrzenica zmarłego, znana sopranistka Ilse Hübener, oraz jego synowa Maria, skrzypaczka, odprawili wzruszającą uroczystość za spoczywającego w Polanicy dyrygenta.